# Clément van Maasdijk

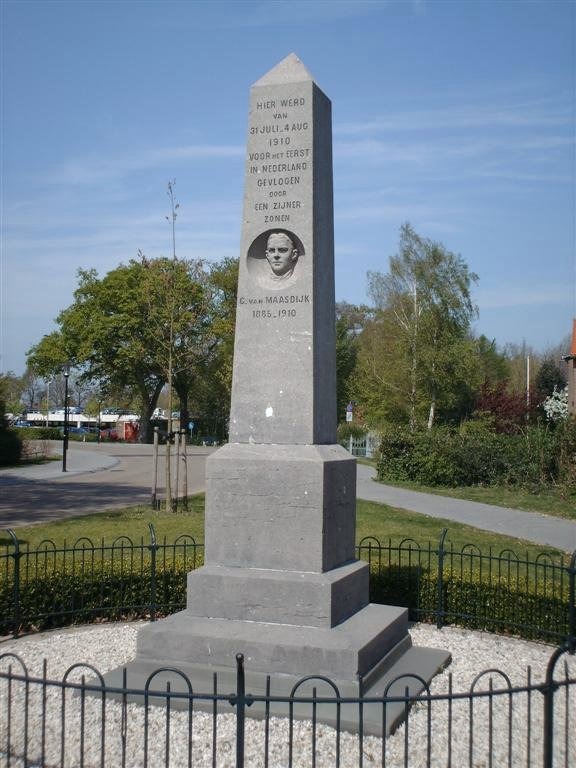
Gedenkteken in Heerenveen

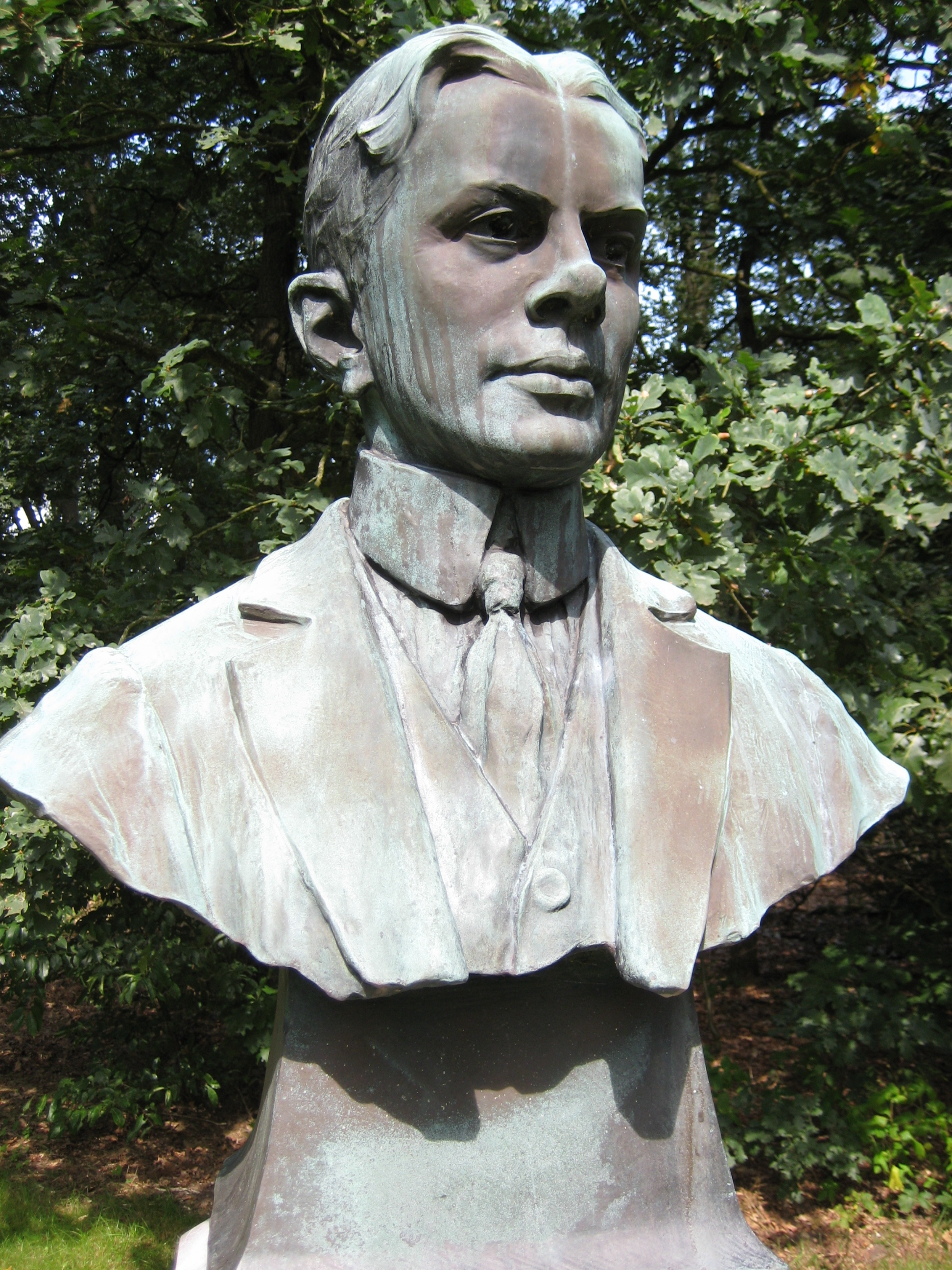
Bronzen borstbeeld in Schaarsbergen, 1911, door August Falise

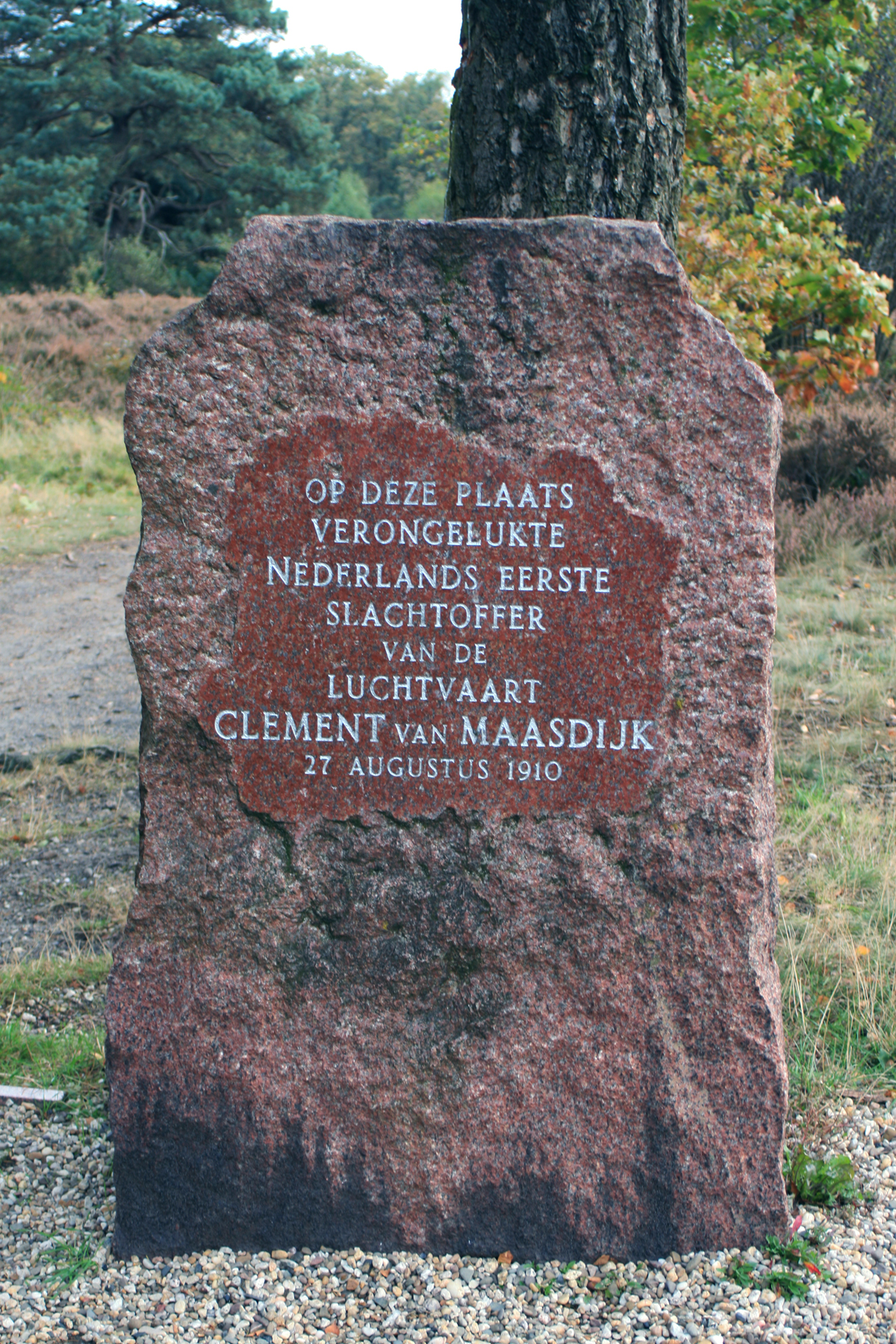
Locatie van het ongeluk op de Warnsbornse Heide te Schaarsbergen

Clément Guillaume Jean van Maasdijk (Den Haag, 9 augustus 1885 - Schaarsbergen, 27 augustus 1910) was een Nederlandse vliegenier en luchtvaartpionier. Hij was de eerste Nederlander die omkwam bij een vliegtuigongeluk.
Clément van Maasdijk begon zijn luchtvaartcarrière nadat hij de Franse vliegenier Lefèbvre een demonstratie zag doen boven Den Haag. In het Franse Pau leste hij in een Wright Flyer, maar stapte snel over op een Blériot XI met Anzani motor. Dit toestel crashte hij op 21 april 1910. Hij kocht vervolgens een Sommer 1910 Biplane (verbeterde Farman III tweedekker) met Gnôme 50pk motor en ontving op 22 juni van datzelfde jaar zijn vliegbrevet van de Franse Aero Club.

## Vliegdemonstraties
Het Friese Heerenveen organiseerde van 31 juli tot en met 4 augustus 1910 een vliegdemonstratie en Van Maasdijk zou daar aan meedoen -dan was hij de eerste Nederlander geweest die boven Nederlands grondgebied vloog. De firma Verwey & Lugard organiseerde echter met spoed een eigen demonstratie boven het eigen vliegveld in Ede. Nu werd Johan Hilgers de eerste Nederlander. Desondanks was de demonstratie in Heerenveen een groot succes, met veel enthousiaste bezoekers. 
Van 14 tot 18 augustus gaf Van Maasdijk een drietal minder geslaagde demonstraties op het Hanenburg in Den Haag. De sterke wind hield hem, naar eigen zeggen, aan de grond.
Van 28 tot en 31 augustus 1910 was er een vliegweek georganiseerd in Arnhem waar Van Maasdijk ook een demonstratie zou geven. Hij gaf de avond voor aanvang een korte demonstratie voor zijn verloofde Jeanne Ladenius, het organisatiecomité en enkele monteurs. Bij het vierde rondje ging het mis; hij stortte met zijn Sommer neer op de Warnsbornse heide en werd geplet door de motor. Van Maasdijk werd onder grote belangstelling begraven op begraafplaats Moscowa in Arnhem.

## Monumenten
In Heerenveen werd voor Van Maasdijk een gedenkteken opgericht, een gedenkzuil met reliefportret door de beeldhouwer Pier Pander.
In Schaarsbergen staat een borstbeeld van Van Maasdijk door August Falise (1911). Het staat sinds 2001 aan het Kerkpad.
Op de locatie van het ongeluk op de Warnsbornse heide in Schaarsbergen staat een gedenksteen met plaquette.
In Utrecht, in de voormalige gemeente Zuilen, werd in 1938 in de Vliegeniersbuurt een monument onthuld als eerbetoon aan de Nederlandse luchtvaartpioniers, waaronder Clément van Maasdijk.

## Vernoemingen
In Heerenveen is de Van Maasdijkstraat naar hem genoemd, waaraan ook het gedenkteken staat. Er vlak bij staat de naar de vliegenier genoemde basisschool OBS Van Maasdijkschool. Ook is in Heerenveen sinds 1937 een scoutinggroep naar hem vernoemd: de Scouting Van Maasdijk Heerenveen (Van Maasdijkgroep).
De Warnsbornse heide, met de gedenksteen, is ook wel bekend als het Heitje van Maasdijk.
In Budel is in de nabijheid van Kempen Airport de Clément van Maasdijkstraat naar hem vernoemd.
In de Utrechtse wijk Zuilen ligt een C. van Maasdijkstraat, dicht bij het eerder genoemde vliegermonument.
In Arnhem/Schaarsbergen ligt de Clement van Maasdijklaan, nu grotendeels binnen de Oranjekazerne. Bij de Waalhaven in Rotterdam (waar vroeger het vliegveld lag) is de van Maasdijkweg, alle wegen daar zijn naar luchtvaartpioniers vernoemd. 